# Tweede Concilie van Nicea

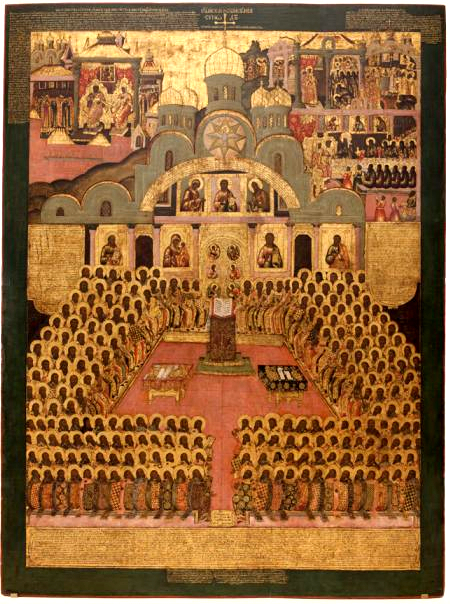
Het tweede concilie van Nicea

Het Concilie van Nicea II wordt gerekend als het zevende oecumenisch concilie en werd in 787 bijeengeroepen door keizerin Irene, tijdens het pontificaat van paus Adrianus I en was bijeengeroepen om een oordeel te vellen over het iconoclasme. Op het concilie waren 390 bisschoppen en paus Adrianus I aanwezig. Het had als resultaat dat de beeldenverering weer werd ingevoerd.

## Voorgeschiedenis en iconoclasme
In de zevende en achtste eeuw had het Byzantijnse Rijk veel gebied verloren aan zowel de Arabieren als de Slavische volkeren. In 717 werd Constantinopel zelfs belegerd door de Arabieren. De keizer die Constantinopel toen ontzette, Leo III, kwam uit Isaurië, een ruwe, onherbergzame streek wiens bewoners niet heel erg verfijnd waren. Van de Joden en de moslims had Leo geleerd een afschuw van afbeeldingen te hebben. Leo had het vermoeden dat het verlies van de provincies aan de Arabieren en de Slaven gebieden de wraak van God was omdat er iconen in de Kerk werden gebruikt. Tussen 726 en 730 liet de keizer ook een icoon, dat boven de Chalke-poort was bevestigd, weghalen. Dit viel bij de bevolking niet in goede aarde en de soldaat die deze opdracht uitvoerde werd dan ook ter plekke gelyncht. Patriarch Germanus nam hierop ontslag omdat hij het niet met iconoclasme eens was.
Al snel werden zij die tegen iconen waren iconoclasten, wat iconenbrekers betekent, genoemd. Zij die voor iconenverering waren werden iconodulen, oftewel iconenslaven, genoemd. De iconoclasten vonden vooral aanhang in het keizerlijk hof, daarbuiten was de bevolking voor het grootste gedeelte iconoduul. De iconoclasten beargumenteerden dat de Tien Geboden het maken en vereren van beelden en iconen verboden had. De grootste verdediger van de zaak van de iconodulen, Johannes van Damascus beargumenteerde daarentegen dat op enkele plaatsen in de Bijbel het maken van beelden juist was bevolen en dat het Oude Testament verboden had God uit te beelden omdat God niet uit te beelden was, maar dat dit met de vleeswording van Christus dramatisch was veranderd, want God was nu zichtbaar geworden en kon dus afgebeeld worden.
In diezelfde tijd vaardigde Leo een serie edicten tegen iconen uit. Dit zette kwaad bloed bij een groot deel van de bevolking en de clerici. Vooral de pausen waren sterk tegen iconoclasme. De bom barstte echter pas nadat Leo III overleden was en zijn zoon Constantijn V hem opgevolgd had. Ook Constantijn was een iconoclast. Vrij snel na zijn troonsbestijging pleegde een zekere Artavasdus een staatsgreep om de iconen weer te laten herstellen. Deze staatsgreep mislukte, maar had wel een burgeroorlog tot gevolg, die bijna drie jaar duurde. In 754 hield Constatijn een concilie te Hieria, dat zichzelf oecumenisch noemde, waarin iconen veroordeeld werden. In dit concilie was echter geen patriarch of een representant ervan aanwezig, iets wat bij een oecumenisch concilie noodzakelijk is.
Nadat Constantijn V zijn iconoclasme had laten legitimeren door een concilie, begon hij de iconodulen te vervolgen. Nadat Constantijn V in 775 was overleden, kwam zijn zoon Leo IV aan de macht, die eveneens een iconoclast was, zij het gematigder dan zijn vader. De vervolgingen van de iconodulen stopten goeddeels. Zijn vrouw, Irene, was stiekem een iconoduul die in het geheim iconen vereerde.
In 780 overleed Leo IV. Zijn zoon, Constantijn VI, was destijds nog maar negen jaar oud. Irene nam daarom de macht over als regentes. Zij maakte haar eigen secretaris, de iconodule Tarasius, patriarch en riep het Zevende Oecumenische Concilie bijeen. Het oorspronkelijke plan was om het concilie in Constantinopel te houden, maar muitende iconoclastische soldaten blokkeerde dat plan. Vervolgens besloot ze dat het concilie te Nicea gehouden zou worden, op de plek waar zo'n vierhonderd jaar eerder het Eerste Oecumenische Concilie was gehouden. Nicea staat tegenwoordig bekend als Iznik in Turkije.

## Het Concilie
De eerste sessie begon op 24 september 787, en de laatste sessie, de achtste, werd op 23 oktober van hetzelfde jaar gehouden. Er werden veel citaten uit zowel de Bijbel als de Kerkvaders in het voordeel van iconenverering genoemd. Uiteindelijk werd besloten dat iconen van Christus, Maria en de heiligen vereerd (douleia) maar niet aanbeden (latreia) mocht worden. Latreia was alleen bestemd voor God. Het concilie veroordeelde het iconoclasme als een ketterij. De iconen werden in ere hersteld en de besluiten van het Concilie van Hieria werden herroepen. Ook werden er enkele canons uitgevaardigd.

## Nasleep
In het Westen weigerde Karel de Grote dit concilie te aanvaarden. Hij liet tegen dit concilie de zogenaamde karolijnse boeken schrijven. Karel baseerde zich echter op een foutieve vertaling van de acta, en daardoor ontstonden de misverstanden ook. Uiteindelijk zouden ook de Franken het concilie aanvaarden. Tijdens de Reformatie in de zestiende eeuw zou iconoclasme nog eens opduiken. In Nederland is de Beeldenstorm hiervan een bekend voorbeeld.
In het Oosten kwam in 813 Leo V aan de macht. Hij zag dat het Byzantijnse Rijk in de periode 787-813 een aantal militaire nederlagen had geleden, en dat het tijdens de iconoclastische keizers militair gezien beter ging. Daarom dacht hij door het iconoclasme weer in te voeren het tij weer te kunnen keren. Zijn opvolgers, Michaël II en Theofilos, hielden ook vast aan het iconoclasme. Toen Theofilus in 843 overleed, was zijn zoon te jong om hem op te volgen, en daarom werd Theofilus' weduwe, Theodora II, regentes. Theodora zorgde ervoor dat de besluiten van het Tweede Concilie van Nicea werden bevestigd door een synode in Constantinopel. Hierna kwam iconoclasme niet meer terug in het Oosten.